# Morup
Morup är en tätort i Falkenbergs kommun och kyrkbyn i Morups socken. Ramsjökanalen/Morupsån rinner genom orten.
I Morup ligger Morups kyrka.
Morups skola var tidigare en kommunal skola. År 2002 gjordes den om till friskola efter att kommunen valt att lägga ner den. Läsåret 2023/24 hade Morups friskola 74 elever i årskurserna F-6.

## Befolkningsutveckling
| Befolkningsutvecklingen i Morup 1990–2020 | Befolkningsutvecklingen i Morup 1990–2020 | Befolkningsutvecklingen i Morup 1990–2020 | Befolkningsutvecklingen i Morup 1990–2020 | Befolkningsutvecklingen i Morup 1990–2020 |
| ----------------------------------------- | ----------------------------------------- | ----------------------------------------- | ----------------------------------------- | ----------------------------------------- |
|                                           |                                           |                                           |                                           |                                           |
| År                                        |                                           |                                           | Folkmängd                                 | Areal (ha)                                |
| 1990                                      | 1990                                      |                                           | 214                                       | 43                                        |
| 1995                                      | 1995                                      |                                           | 259                                       | 53                                        |
| 2000                                      | 2000                                      |                                           | 249                                       | 53                                        |
| 2005                                      | 2005                                      |                                           | 248                                       | 53                                        |
| 2010                                      | 2010                                      |                                           | 259                                       | 53                                        |
| 2015                                      | 2015                                      |                                           | 308                                       | 87                                        |
| 2020                                      | 2020                                      |                                           | 331                                       | 87                                        |
| Anm.: Ny tätort 1990                      |                                           |                                           |                                           |                                           |